# Ернст Ридигер Штархемберг
Ернст Ридигер Камило фон Штархемберг, чешће помињан као Гроф Штархемберг (Ефердинг, 10. мај 1899 – Шрунс, 15. март 1956) био је аустријски националиста и политичар који је учествовао у увођењу аустрофашизма и успостављању клерофашистичке диктатуре у Аустрији у периоду између два рата. Био је жестоки противник Аншлуса, па је побегао из Аустрије када су немачки нацисти напали његову земљу. Кратко је служио снагама Слободне Француске и Британије у Другом светском рату.
Штархемберг је био вођа Хајмвера, а касније и Отаџбинског фронта. Служио је у Бундесрату између 1920. и 1930. године, као министар унутрашњих послова 1930., као вицеканцелар 1934. и онда као вршилац дужности канцелара и вође Отаџбинског фронта након убиства Енгелберта Долфуса. Штархемберг је био разочаран умереном политиком канцелара Курта Шушнига. Штархембер је збачен са власти 1936. године, када је Хајмвер распуштен. Штархемберг је побегао из земље након Аншлуса да би избегао одмазду од осветољубивих нациста.
Штархемберг је прво живео у егзилу у Швајцарској, а потом је служио западним савезницима у ваздухопловним снагама Велике Британије и Слободне Француске. Одмах на почетку Другог светског рата се разочарао у Савезничке снаге због њиховог војног савеза са Стаљином. Штархемберг је сматрао тадашњи Совјетски Савез једнако злим као и нацисти. Штархемберг је отишао је у Аргентину где је провео тринаест година у егзилу. Када је ватрени обожавалац фашизма и Мусолинија, Хуан Перон, 1955. године збачен војним ударом, Штархемберг се вратио у Аустрију, где је и умро 1956. године.

## Биографија

### Порекло и одрастање
Рођен у Ефердингу, Горња Аустрија, 1899. године, у породици која је потицала из дуге лозе аустријских племића и која је наследила титулу грофа. Био је најстарији син принца Ернста Рудигера фон Штархемберга и принцезе Франциске фон Штархемберг, рођене грофице Лариш фон Мених. Био је у сродству са фелдмаршалом грофом Ернстом Руидигером фон Штархембергом.

### Први светски рат
У Првом светском рату служио је на италијанском фронту, а затим је 1921. био члан Фрајкорпс Оберланд-а.

### Хајмвер
Штархемберг је 1920. године постао заговорник католичке и конзервативне политике и придружио се Хајмверу где је убрзо постао лидер једног од локалних огранака. Такође је постао обожавалац Бенита Мусолинија и италијанске фашистичке владе. Почетком 1920-их, Штархемберг је отпутовао у Немачку и имао контакте са нацистичким покретом у настајању. Адолф Хитлер је активно користио Штархембергов статус аустријског племића да покуша да побољша имиџ партије и да привуче богате и утицајне присталице у нацистичке редове. Након што је био свдок неуспелог Пивничког пуча 1923. године, Штархемберг се разочарао у нацизам. Вративши се у Аустрију и у Хајмвер, Штархемберг је постао лидер ове организације 1930. године. Штархембергов покрет је постао довољно моћан да утиче на владу, и као таквог га је канцелар именовао за министра унутрашњих послова у септембру 1930.

### Политичка каријера
Када је конзервативац Енгелберт Долфус постао канцелар Аустрије 1932. године, Штархемберг је поново добио власт. На Долфусов захтев, Штархемберг је радио на комбиновању више десничарских група у јединствен политички ентитет. Резултат је био успешан и тако је крајем 1933. године створен моћни Отаџбински фронт, непосредно пред ауторитарни Мајски устав из 1934. године и стварање Прве аустријске републике. За своје напоре, Штархемберг је постао Долфусов вицеканцелар. Након Долфусовог убиства и неуспелог пуча од стране нациста, Штархемберг је накратко дошао на чело аустријске владе и Отабинског фронта. Пошто је председник Вилхелм Миклас прогласио да Аустрија још увек није спремна за „Кабинет Хајмвера“, сазвао је састанак кабинета у Бечкој балској дворани која је била окружена бодљикавом жицом и владиним трупама како би обуздали чланове Хајмвера. Тада је уместо Штархемберга Миклас именовао Курта фон Шушнига за канцелара аустријске владе. Штархемберг је званично подржао компромис и своју позицију као вицеканцелара, а именован је и за министра јавне безбедности.
Штархемберг је постао други најмоћнији човек у Аустрији. Током овог периода, режим се борио да задржи Аустрију као независну државу уз подршку Француске, Уједињеног Краљевства и фашистичке Италије, као и гушењем утицаја аустријских нациста и других који су фаворизовали унију са Немачком. Идеја о унији са Немачком била је популарна и међу социјалистима и конзервативцима, иако је Споразум из Сен Жермена (1919) такву унију забрањивао.
Године 1936. Штархемберг се није слагао са Шушнигом, који је желео да побољша односе са нацистичком Немачком како би спречио могућу инвазију далеко јачег Вермахта. У марту 1936. Штархемберг је био приморан да се одрекне положаја савезног вође Отаџбинског фронта, који је потом распуштен (баш као и Хајмвер).14. маја 1936. Штархемберг је избачен из владе.

## Утицај
У истраживањима са почетка 21. века, паралеле су повучене између Штархембергове политичке реторике и реторике Јерга Хајдера.

## Бракови и смрт

### Бракови
Штархемберг се женио два пута:
1. Прво венчање, у Бечу 9. септембра 1928. године, за Мари-Елизабет, Алтграфин од Салм-Рајфершајт-Рајц (Донауешинген, 1. март 1908 – Гмунден, 10. април 1984). Овај брак је поништен 27. новембра 1937. Нису имали деце, али је Мари-Елизабет 1973. године усвојила као наследницу, своју рођаку Марију Елизабет Леополдину Иполите, Алтграфин од Салм-Рајфершајт-Рајц (рођену 1931).
2. Друго венчање, у Бечу 2. децембра 1937. године, за Нору Грегор (Горица, 3. фебруар 1901 — Сантијаго, 20. јануар 1949), која је била аустријско-јеврејска сценска и филмска глумица. Имали су једно дете, које је рођено пре брака. Син Хајнрих Ридигер Грегор (1934—1997), био је познатији од 1937. као Хајнрих Ридигер Карл Георг Францискус Гроф фон Штархемберг. По смрти свог оца, Хајнрих је постао 8. Гроф фон Штархемберг. Хајнрих је умро неожењен и без потомства, па је његову титулу наследио његов рођак Георг Адам (рођен 1961) који је садашњи принц и глава ове породице.

### Смрт
Ернст Ридигер Штархемберг је умро у бањи Шрунсу, Форарлберг. Током шетње у бањи, против његове воље фотографисао га је репортер који је радио за један комунистички лист. Штархемберг се разбеснео и напао фотографа штапом. Међутим, доживео је срчани застој и преминуо је на лицу места 15. марта 1956. године.